# Archidiocèse de Lanciano-Ortona
L'archidiocèse de Lanciano-Ortona (en latin : archidioecesis Lancianensis-Ortonensis ; en italien : arcidiocesi di Lanciano-Ortona) est un archidiocèse de l'Église catholique en Italie suffragant de l'archidiocèse de Chieti-Vasto et appartenant à la région ecclésiastique d'Abruzzes-Molise.

## Territoire
L'archidiocèse est situé dans une partie dans la province de Chieti, les autres parties de cette province sont partagés par les diocèses de Sulmona-Valva et Trivento et l'archidiocèse de Chieti-Vasto. Son territoire couvre 305 km2 divisé en 43 paroisses. Le siège archiépiscopal est dans la ville de Lanciano où se trouve la cathédrale Notre-Dame du Pont. Dans la même ville se trouve l'église Saint-François qui est le lieu d'un pèlerinage au miracle de Lanciano. La cathédrale de saint Thomas d'Ortona garde les reliques de l'apôtre saint Thomas, l'église est élevée au rang de basilique mineure en 1859 par le pape Pie IX et nommé cocathédrale depuis la fusion en 1986 de l'archidiocèse de Lanciano et du diocèse d'Ortona.

## Histoire
L'archidiocèse actuel est fondé le 30 septembre 1986 par l'union de l'archidiocèse de Lanciano et le diocèse d'Ortona avec le décret Instantibus votis de la congrégation pour les évêques.

### Archidiocèse de Lanciano
En 1499, à la demande des citoyens de Lanciano, en particulier des notables et du clergé local, qui ne veulent être sous la soumission ecclésiastique à Chieti, le pape Alexandre VI rend l'archiprêtré de Lanciano immédiatement soumise au Saint-Siège gouverné par l'archiprêtre de Santa Maria Maggiore, qui est également vicaire général du diocèse de Chieti. Cependant, l'exemption n'est pas suffisante ; le 27 juin 1515, le pape Léon X érige le diocèse de Lanciano en prenant sur le territoire du diocèse de Chieti.
Il est d'abord immédiatement soumis au Saint-Siège puis nommé suffragant de Chieti lorsque ce dernier est élevé au rang de siège métropolitain le 1er juin 1526 par le pape Clément VII. La nouvelle soumission à la province ecclésiastique de Chieti suscite une nouvelle controverse, des différends et des désaccords. Ainsi, à la demande de Mgr Leonardo Marini, le pape Pie IV élève Lanciano à la dignité métropolitaine sans suffragants et l'éloigne de la juridiction de l'archidiocèse de Chieti par la bulle Super Universas du 9 janvier 1561.
Les évêques de Lanciano occupent des postes de responsabilité dans la gouvernance de l'Église ou des États pontificaux. Léonard Marini (en) est le nonce apostolique de l'empereur Charles Quint ; le cardinal Gilles de Viterbe est légat et nonce dans la Monarchie catholique espagnole, en république de Venise et au royaume de Naples ; Mario Bolognini est gouverneur d'Ancône. L'évêque Francisco Romero fonde en 1619 le séminaire diocésain qui est doté de revenus généreux par ses successeurs, Andrea Gervasi et Francesco Antonio Carafa. Antonio Ludovico Antinori (1745-1754) est l'historiographe le plus influent du diocèse et de la région tout entière ; Francesco Maria Petrarca (1872-1895) qui peut à juste titre être considéré comme le fondateur de la bibliothèque diocésaine par sa dotation de livres donné en héritage ; Pietro Tesauri (1939-1945) meurt dans une extrême pauvreté, méritoire pour son activité philanthropique et pour avoir sauvé en octobre 1943 la répression de la ville contre l'oppression nazi.

### Diocèse d'Ortona
Le diocèse d'Ortona est d'origine ancienne. Il y a trois évêques connus de l'Antiquité. Deux d'entre eux, Blando et Calunnioso, figurent dans les lettres de Grégoire Ier de la fin du VIe siècle. Un autre évêque, Viateur, participe au concile de Latran de 649 organisé par le pape Martin Ier contre le monothélisme.
On n'a plus de renseignement avant sa restauration le 20 octobre 1570 par le pape Pie V en prenant une partie du territoire  de l’archidiocèse de Lanciano, le même jour, il est nommé suffragant de Chieti. L'église Saint-Thomas Apôtre est déclarée cathédrale du nouveau diocèse. L'église d'origine, détruite par les Normands en 1060, est reconstruite et dédiée le 10 novembre 1127 à Notre-Dame des anges. À partir de 1258, elle abrite les reliques de saint Thomas et prend le vocable de l'apôtre. Endommagé à plusieurs reprises, elle est reconstruite après les bombardements de 1943.
Le 12 mai 1600, le pape Clément VIII érige le diocèse de Campli (it) avec la bulle Pro excellenti et l'unit aeque principaliter au diocèse d’Ortona, bien que distant et non contigu car tous deux sous domination de la maison Farnèse. Mgr Giovanni Vespoli-Casanatte (1675-1716), fondateur du séminaire diocésain qui se rend plusieurs fois dans les deux diocèses et organise deux synodes diocésains selon les directives du concile de Trente ; il fait également restaurer la cathédrale d'Ortona et son dôme, endommagé lors d'un tremblement de terre.
Par la bulle De utiliori du 27 juin 1818, les diocèses d’Ortona et de Campli sont supprimés. Campli est uni avec le diocèse de Teramo alors qu'Ortona est annexée à Lanciano.

### Archidiocèse de Lanciano-Ortona
Le diocèse d'Ortona est rétabli le 19 février 1834 par la bulle Ecclesiarum omnium du pape Grégoire XVI et confié en administration perpétuelle à l'archevêque de Lanciano. La bulle attribue également au diocèse le territoire qui lui appartenait déjà avant la suppression de 1818, à savoir les municipalités d'Ortona et une de ses frazione Caldari, Canosa, Crecchio, Tollo et Treglio. L’administration prend fin le 24 novembre 1945 lorsque le Saint-Siège unit les deux diocèses ; Mgr Gioacchino Di Leo est le premier prélat à porter le double titre d'archevêque de Lanciano et évêque d'Ortona.
Le 31 juillet 1950, par la lettre apostolique Caelorum Reginae, le pape Pie XII proclame la Vierge des Miracles, vénérée dans le sanctuaire de Casalbordino dans le diocèse de Vasto, principale patron du diocèse d'Ortona. En 1956, le diocèse d'Ortona cède la municipalité de Treglio à Lanciano car la paroisse n'est pas contigu avec le reste du territoire diocésain.
Par la bulle Fructuosae ecclesiae du 2 mars 1982, Lanciano perd sa dignité métropolitaine tout en conservant le titre d'archidiocèse et devient suffragant de l'archidiocèse de Chieti tout comme le diocèse d'Ortona. Le 30 septembre 1986, lors de la réorganisation des circonscriptions ecclésiastiques italiennes, la congrégation pour les évêques , en vertu du décret Instantibus votis, déclare l'union complète des diocèses de Lanciano et d'Ortona et l'archidiocèse prend son nom actuel.
L'archidiocèse compte deux musées diocésains. Le musée diocésain d’Ortona est ouvert au public en 1970 comme musée de la basilique de Sait Thomas ; rénové, il rouvre ses portes en 2003. Le musée de Lanciano est inauguré en 2002 dans les locaux de l'ancien séminaire diocésain, aujourd'hui palais archiépiscopal ; il est l'un des plus importants musées d'art sacré de la région, avec des œuvres allant du XIIIe au XXe siècle. Les archives historiques de la curie de l'archevêque de Lanciano, située dans le palais archiépiscopal, sont un autre centre culturelle important de l'archidiocèse. Il conserve des documents d'origines diverses, allant de l'institution du diocèse de 1515 à 1970, à un fonds de parchemins dont le plus ancien date de 1269. Deux bibliothèques diocésaines sont ouvertes au public, celle d'Ortona, créée en 1941, et celle de Lanciano créée en 1987.

## Sources
- (en) Catholic-Hierarchy

- (it) Cet article est partiellement ou en totalité issu de l’article de Wikipédia en italien intitulé « Arcidiocesi di Lanciano-Ortona » (voir la liste des auteurs).